# Islas Sermata
Las Islas Sermata (en indonesio: Kepulauan Sermata) son parte de las islas menores de la Sonda, en el suroeste de la provincia de Maluku (en la regencia Maluku Barat Daya), al este de Indonesia.

## Geografía
La isla mayor es Sermata; además, están las islas Kalapa, Kepuri, Tiara, Liakra, Luang, Matumara, Meatij Miarang, Metutun, Lailawan, Meaterialam y Amortuan. La capital es Lelang, en las isla Sermata.
Están situadas al oeste de las islas Babar y al este de las islas Leti. Al sur se encuentra el Mar de Timor y al norte el mar de Banda.